# 唐尼·布彻
唐尼斯·布彻（英語：Donnis Butcher，1936年2月8日—2012年10月8日），美国NBA联盟前职业篮球运动员。他在1961年的NBA选秀中第7轮第60顺位被纽约尼克斯选中。后来曾执教底特律活塞。